# Mospîne
Mospîne (în ucraineană Моспине) este un oraș din Ucraina.